# Château de San Felipe de Barajas
Pour les articles homonymes, voir Château de San Felipe.
Le château de San Felipe de Barajas est un fort situé dans la ville colombienne de Carthagène des Indes ; c’est la plus grande forteresse construite par les Espagnols pendant leur période coloniale. Le premier fort date de 1536 — portant alors le nom de château de Saint-Lazare —, mais il est reconstruit en 1657 et renforcé au milieu du XVIIIe siècle.

## Situation
La forteresse est située au sommet de la colline de Saint-Lazare (San Lázaro), une place stratégique : on y aperçoit tous les chemins pouvant mener à une invasion de la ville de Carthagène des Indes par la terre ou par la baie donnant sur la mer des Caraïbes. 

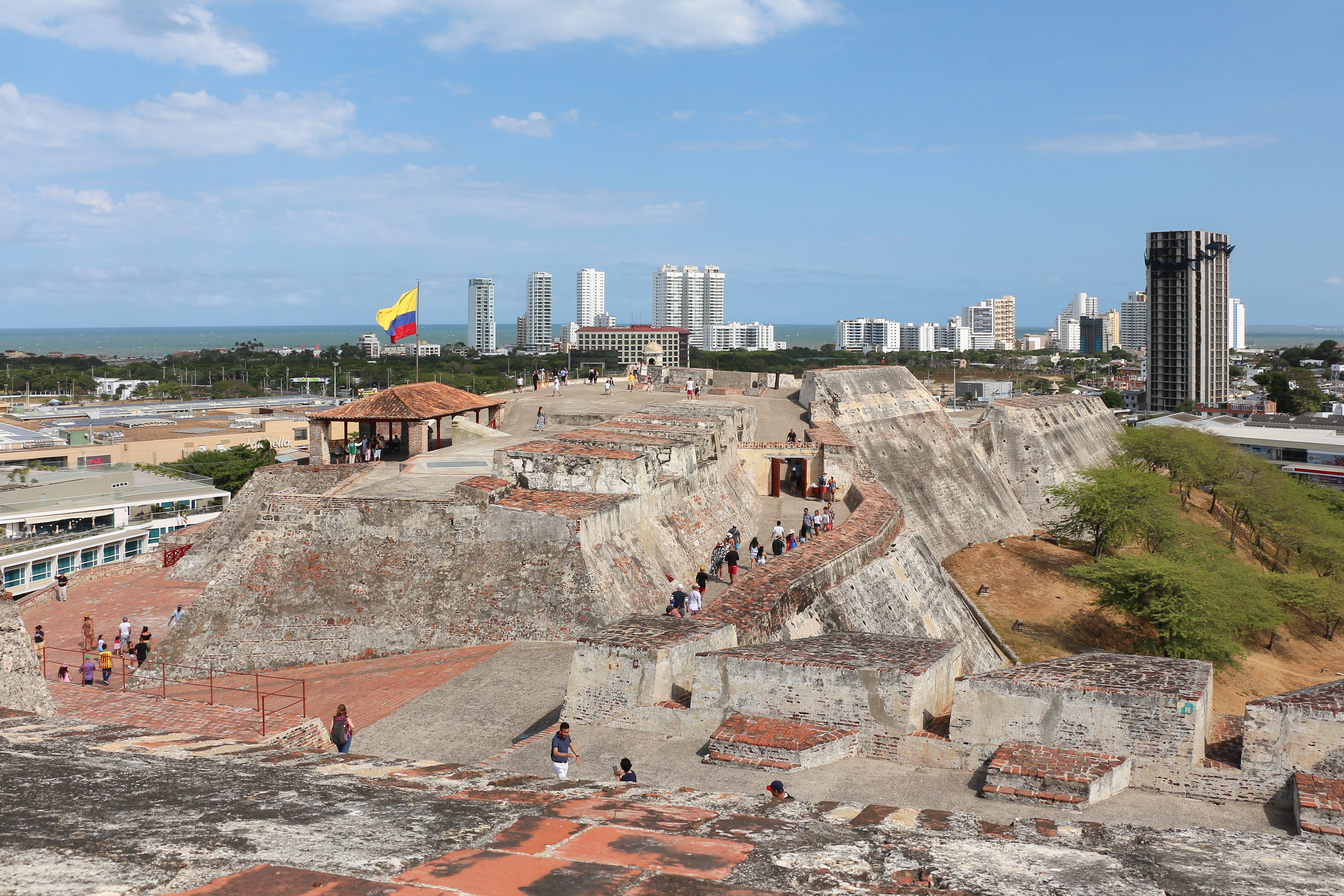
Vue du sommet.

Le château est protégé par des récifs du côté de la mer et par des fossés côté terre.

## Histoire

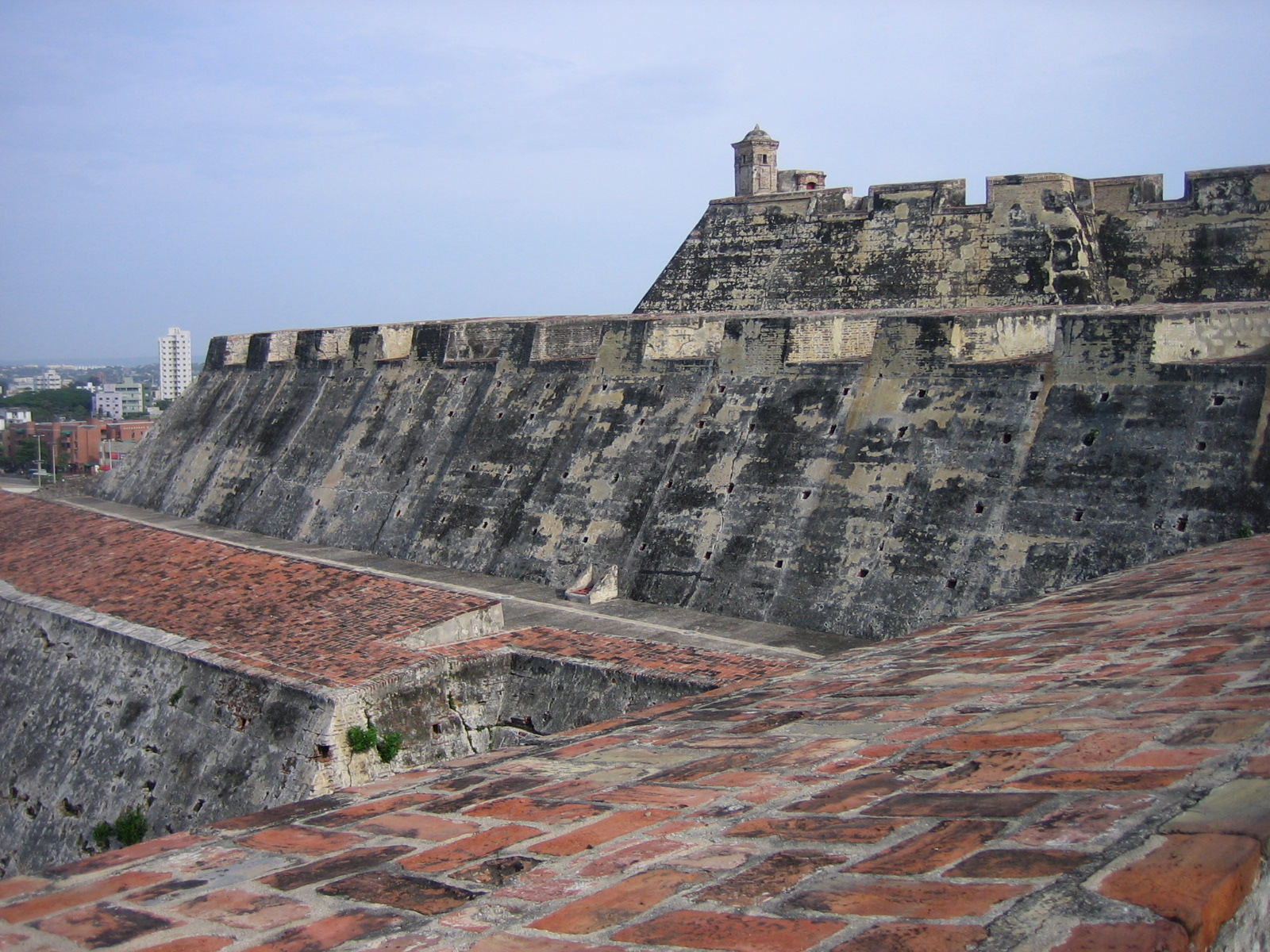
Vue des fortifications.

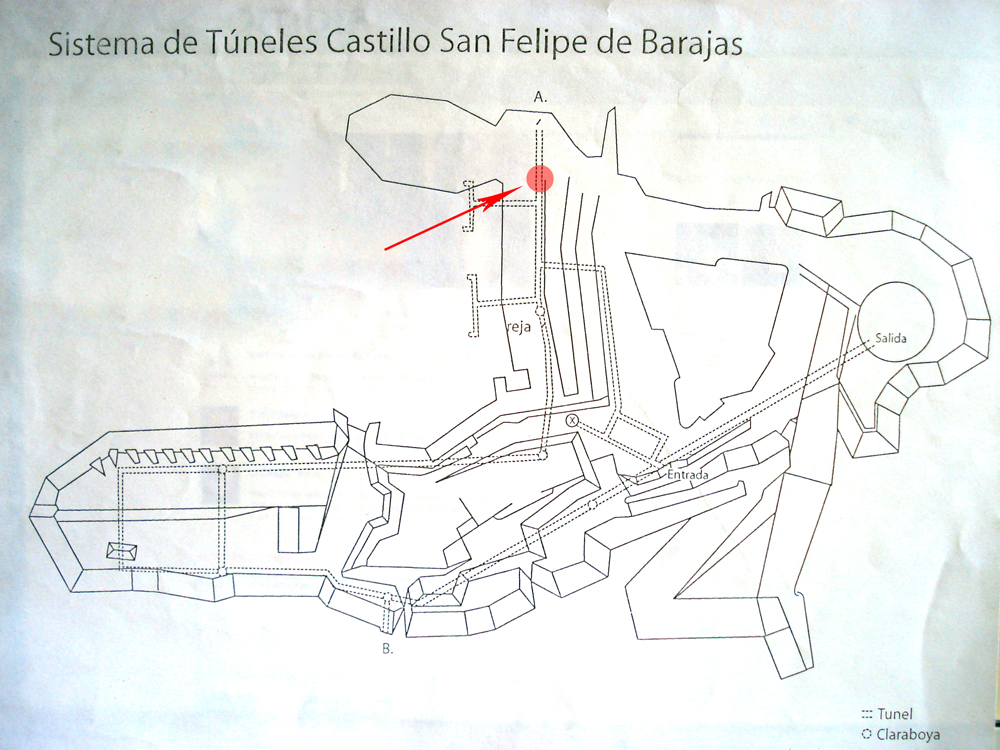
Plan des passages souterrains.

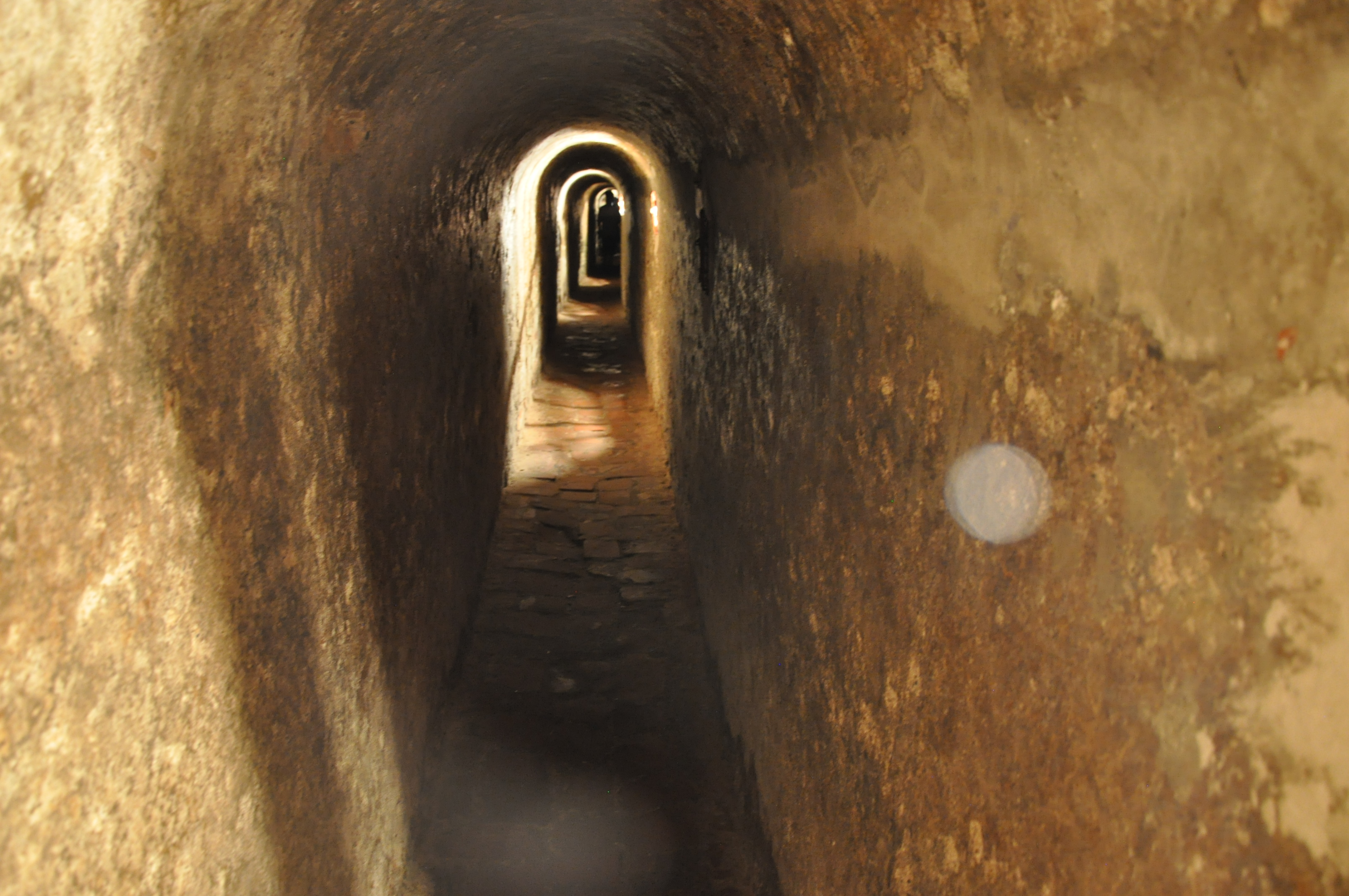
Tunnel souterrain.

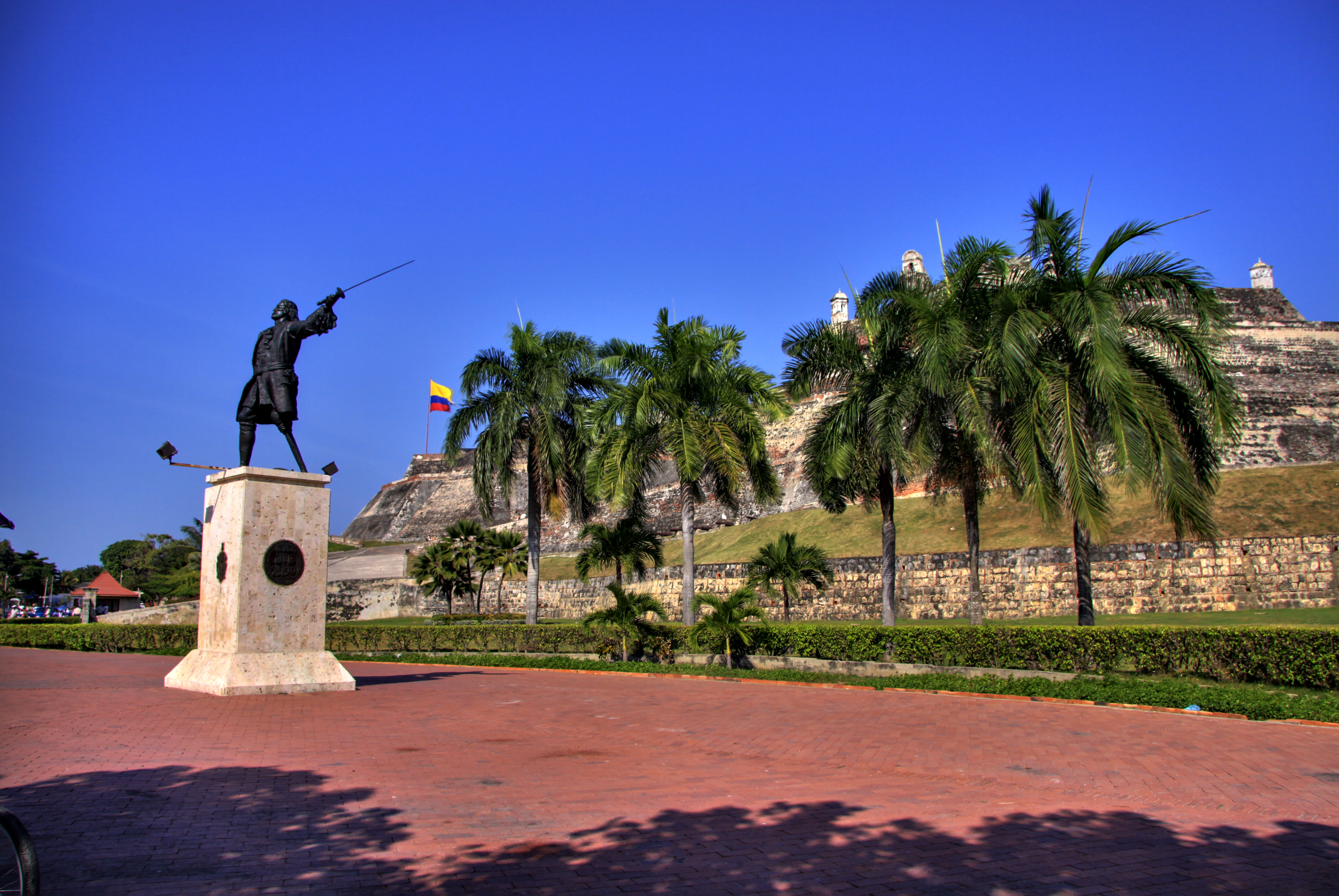
Statue de Blas de Lezo.

### Construction
Le premier fort date de la période coloniale espagnole, en 1536 : il servait à se protéger contre de possibles invasions. En 1656, le gouverneur Pedro Zapata de Mendoza commande la place-forte triangulaire — la bonete qui, comme son nom l’indique, « coiffe » aujourd’hui le fort —, dont la construction s’achève le 12 octobre de l’année suivante, ; le château est alors nommée San Felipe de Barajas en l’honneur de Philippe IV.
Le fort était doté de huit canons, pour une garnison de vingt soldats et quatre canonniers. Malgré cela, la ville est pillée en 1697 par un corsaire français, le baron de Pointis.

### AuXVIIIesiècle
La ville est reconstruite ainsi que son fort, et une première batterie de fortune est mise en place par l’ingénieur militaire Juan de Herrera y Sotomayor en 1739, soit deux années avant le début de la guerre dite « de l’oreille de Jenkins » contre le Royaume-Uni.
Après la guerre, en 1762–1763, l’ingénieur Antonio de Arévalo (es) renforce la bonete et fait construire une série d’autres batterie de canons : la batterie de Saint-Lazare (batería de San Lázaro), celle de Sainte-Barbara (batería de Santa Bárbara), celle de la Rédemption (batería de  la Redención), celle de Hornabeque à l’emplacement de celle de 1739, celle de Saint-Charles-et-les-Douze-Apôtres (batería de San Carlos y Doce Apóstoles) et celle de la Croix (batería de la Cruz). Des souterrains, permettant l’évacuation du fort en cas de prise par l’ennemi, sont également achevés en 1769.

### Préservation
Une fois la ville définitivement indépendante, en 1821, le château perd son utilité militaire et est abandonné. La végétation recouvre les murs et la boue s’accumule dans les fossés et la citerne souterraine. L’intérieur des tunnels d’évacuation est cependant préservé. 
En 1984, l’Unesco inscrit le centre historique de Carthagène, l’ensemble de ses fortifications ainsi que le château de San Felipe dans la liste du patrimoine mondial. À partir de 1990, le château sert de lieu de réunion au gouvernement colombien lors d’évènements internationaux, comme les sommets des Non-alignés (1995) ou du Groupe de Rio (2000). Le reste du temps, il est possible de le visiter.

## Description
La fortification est composée de plusieurs murs très épais à leurs bases et étroits à leur sommet, surmontés de parapets. Les différentes batteries se protègent les unes les autres. Des canons sont orientés stratégiquement vers la baie de Carthagène pour contrer une attaque de la mer des Caraïbes.
Le fort est notable pour sa grande entrée, ses salles spacieuses, et son dédale de tunnels piégés permettant une évacuation en cas de prise par l’ennemi. Il comporte quatre échauguettes, un entrepôt, un réservoir d’eau et des logements pour les soldats. En face se trouve une statue de Blas de Lezo, un héros local.

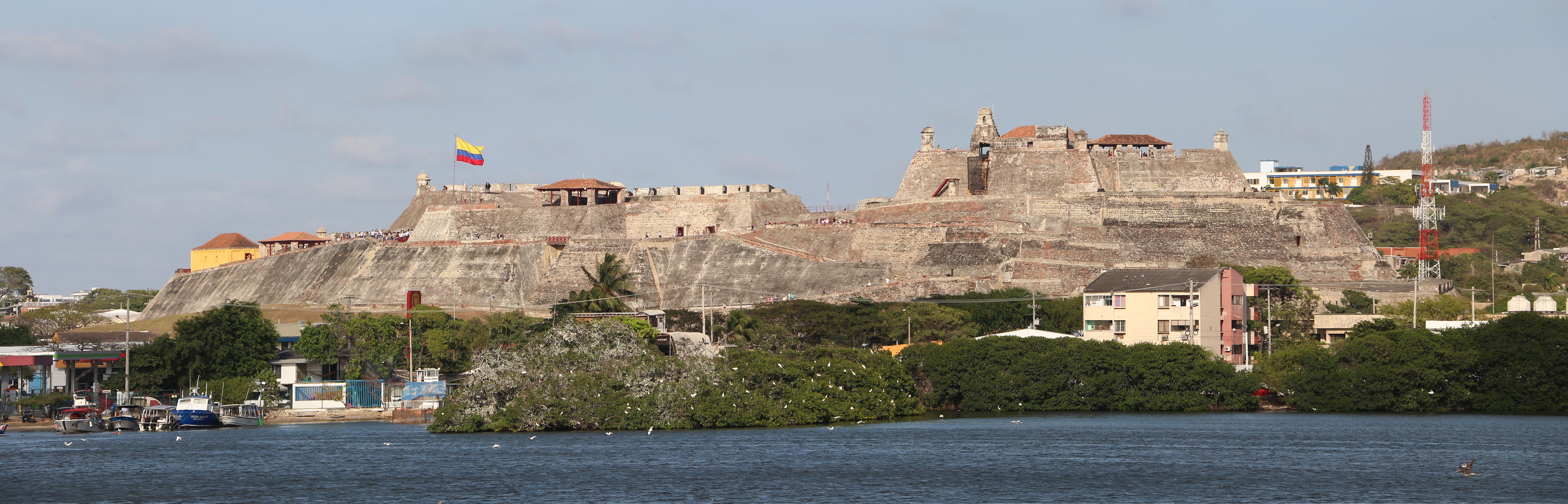
Le château de San Felipe de Barajas.

## Sources
1. 1 2  (es) « Las murallas de Cartagena », sur cartagenainfo.com (consulté le 7 novembre 2010).
2. 1 2  (es) « Cartagena de Indias », sur reinadelasindias.com (consulté le 5 septembre 2010).
3. ↑  (es) « Caminos reales de Colombia », sur banrepcultural.org (consulté le 5 septembre 2010).
4. ↑  (es) « Castillo San Felipe de Barajas (Hornabeque) », sur fortificacionesdecartagena.com (consulté le 7 novembre 2010).
5. ↑  (es) « Definen diseño de muro de protección para el Castillo », sur eluniversal.com.co (consulté le 5 septembre 2010).
6. ↑  (es) « El Movimiento de Países No Alineados », sur embacubalebanon.com (consulté le 5 septembre 2010).
7. ↑  (es) « Año 2000: Un Compromiso para el Milenio », sur aunamexico.org (consulté le 5 septembre 2010).
8. ↑  (es) José María Silos, « La defensa de Cartagena de Indias », sur todoababor.es (consulté le 5 septembre 2010).